# Chapelle Saint-Marcellin-Champagnat d'Auderghem
 (août 2025).
Si vous disposez d'ouvrages ou d'articles de référence ou si vous connaissez des sites web de qualité traitant du thème abordé ici, merci de compléter l'article en donnant les références utiles à sa vérifiabilité et en les liant à la section « Notes et références ».
La chapelle Saint-Marcellin-Champagnat (en néerlandais : Sint-Marcellin Champagnatkapel) est un édifice religieux catholique de style néogothique sis à Auderghem (Bruxelles) en Belgique. Construite en 1911 au n°2 de l’avenue de la Sablière, la chapelle faisait partie du complexe scolaire fondé par les Frères maristes. En 1961, elle fut dédiée à saint Marcellin Champagnat, fondateur de l’institut religieux. 

## Histoire
En 1911, à la demande pressante du curé Wittenberg, les frères maristes fondent une école sur un terrain offert par le  marchand de textile Charles Waucquez, alors propriétaire du château Sainte-Anne. Le bâtiment des école et chapelle sont conçus par l’architecte Guillaume Chrétien Veraart, qui avait également fait les plans de l’église du Précieux-Sang d'Uccle et de l’église Saint-Rémi de Molenbeek-Saint-Jean.

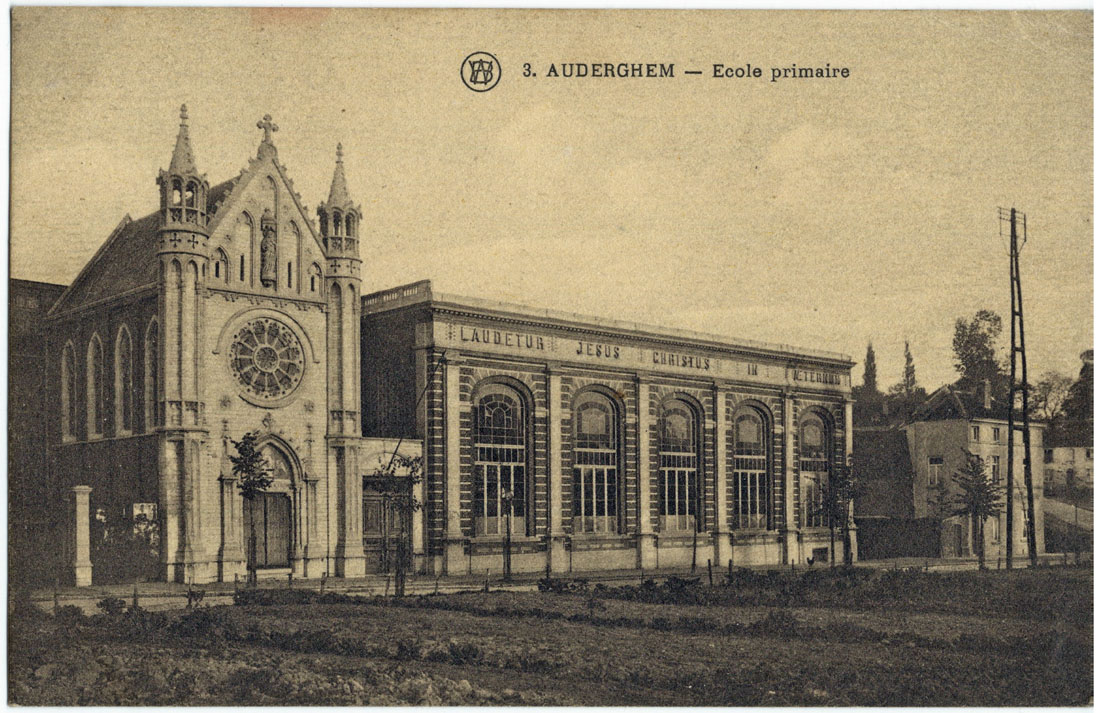
Chapelle et école au début du XXe siècle.

Aujourd’hui enchâssée dans les nouveaux bâtiments de l’école la chapelle néo-gothique se remarque par son étroite façade flanquée de tourelles ornementales. Sur le tympan de la porte d’entrée une fresque illustrant Notre-Dame, Reine du Ciel, est surmontée d’une rosace qui prend toute la largeur de la façade.  
L’intérieur est une simple nef sans bas-côtés ni transept se terminant en sanctuaire.  La chapelle a quatre fenêtres ogivales sur chaque côté. Même si la chapelle est dédiée à saint Marcellin Champagnat, les vitraux et l’iconographie intérieure évoquent le thème de Marie, Mère de Dieu et Reine du ciel.  